# Oscaecilia koepckeorum
Oscaecilia koepckeorum är en groddjursart som beskrevs av David Burton Wake 1984. Oscaecilia koepckeorum ingår i släktet Oscaecilia och familjen Caeciliidae. IUCN kategoriserar arten globalt som otillräckligt studerad. Inga underarter finns listade i Catalogue of Life.